# 鹿鼎记II神龙教
《鹿鼎記II神龍教》是周星馳於1992年主演的香港電影，該片是《鹿鼎記》的續集。該作品也是林青霞和周星馳唯一一次合作的電影。

## 劇情
假太后（張敏飾）回到神龍教總部後，受到教主遺命繼承神龍教。並要其與吳三桂合作推翻滿清。隨即受教主傳位繼承神龍教，並露出真面目——龍兒（林青霞飾）。在妓院，韋小寶（周星馳飾）與多隆（陳百祥飾）遇到阿珂（李嘉欣飾）刺殺，阿珂在多隆侍衛保護下被制伏，韋小寶以「西方失敗」身分出現假意以喝春藥使侍衛放過阿珂、實則以中了春藥為由要調戲阿珂。卻遭吳三桂之子吳應熊（湯鎮業飾）與女扮男裝的龍兒揭破，韋小寶惱羞成怒之下攻擊吳應熊等人卻仍打不過龍兒。
韋小寶受康熙皇帝（溫兆倫飾）召見，與吳應熊一同進宮。韋小寶被派護駕康熙之妹建寧公主（邱淑貞飾）到雲南嫁給吳應熊。然而建寧公主已懷有韋小寶的小孩。韋小寶的師傅陳近南（劉松仁飾）知道送嫁一事認為可挑撥吳三桂與康熙的關係，因此要韋小寶前去，並提醒他要注意陳近南的師兄、也是吳三桂手下高手——外號「一劍無血」的馮錫範。
送嫁團隊遭到獨臂神尼（馬海倫飾）與徒弟阿珂偷襲，雖然龍兒救回公主。但韋小寶及吳應熊都遭獨臂神尼所俘，隨後韋小寶以腳底刺字「清明」及天地會青木堂令牌取信於獨臂神尼，讓她知道韋小寶是天地會臥底而與他合作，實則韋小寶打算接近阿珂。唯阿珂仍厭惡韋小寶，並芳心所屬在吳應熊上。另一方面，龍兒發出訊息號召神龍教徒搜捕獨臂神尼與吳應熊。
多隆先一步拿下獨臂神尼一行人打算下禢的客棧，與韋小寶會合。然而韋小寶仍想對阿珂不軌，並對多隆透露他打算以春藥「我愛一條柴」對阿珂下藥。韋小寶對多隆說「我愛一條柴」是除了「奇淫合歡散」外，稱霸慾林的春藥。然而中春藥的卻是獨臂神尼。在混亂中龍兒率神龍教徒抵達客棧，與獨臂神尼展開惡鬥。吳應熊趁機說服心在他身上的阿珂逃離，而韋小寶則在多隆見風轉舵下出賣給龍兒，與神龍教徒返回總部。
在神龍教總部，龍兒受到吳應熊及馮錫範（任世官飾）的恭維。然而實則吳三桂的人馬已制伏神龍教總部，忠於神龍教的教徒遭到殺害，並且在給龍兒的茶水放了春藥「奇淫合歡散」，原來吳三桂認為神龍教勢力龐大，懷疑對他有異心，因此決定先剷除神龍教。再利用神龍教聖女與男人交合後，功力會大量流失給男人，覬覦龍兒的功力。此時少部分仍忠心神龍教的教徒發難，龍兒帶著韋小寶逃走，但也因此失身於韋小寶。
韋小寶從龍兒身上得到高超武功，並向對吳三桂失望的龍兒保證，他一定會大鬧平西王府。到了雲南的建寧公主及多隆發現韋小寶沒死，韋小寶則設計多隆大鬧平西王府。建寧公主甚至閹了吳應熊。震怒的吳三桂派大軍及馮錫範圍殺韋小寶及建寧公主，陳近南為了保護韋小寶先走與馮錫範戰到最後。韋小寶遇上抓到吳應熊與阿珂的獨臂神尼，交給他處置，韋小寶最後以不捨得處罰阿珂獲得她的芳心。當韋小寶逃回北京時，康熙已經知道吳三桂造反了、已調動軍隊應付，並向韋小寶介紹新同事：倒戈過來的馮錫範。馮錫範並以被俘的陳近南作為向康熙示好的見面禮，康熙更要韋小寶監斬陳近南，以破除當初假太后聲稱韋小寶是天地會人的傳言。
韋小寶在翻遍《四十二章經》仍無法明白滿清龍脈的秘密，卻在無意間用火燒出了「東郊皇陵」四個字。隨後建寧公主假冒康熙欺騙馮錫範到東郊皇陵，韋小寶並在東郊皇陵擊敗馮錫範，以馮錫範假冒陳近南將他監斬。臨走之際韋小寶在多隆出賣下仍遭康熙識破，唯康熙最終放過韋小寶一馬，並要他好好照顧建寧公主及她的小孩。

## 演员表
| 演员   | 角色             | 粵語配音 |
| 周星驰 | 韦小宝           |          |
| 林青霞 | 龙儿/神龍教主    | 龍寶鈿   |
| 邱淑贞 | 建宁公主         | 何錦華   |
| 李嘉欣 | 阿珂             | 鄭麗麗   |
| 陈百祥 | 多隆             |          |
| 吳君如 | 韦春花           | 陸惠玲   |
| 刘松仁 | 陈近南           |          |
| 温兆伦 | 康熙帝           |          |
| 秦 沛  | 吴三桂           |          |
| 汤镇业 | 吴應熊           | 張炳強   |
| 陈德容 | 小雙兒           | 鄭麗麗   |
| 袁洁莹 | 大雙兒           | 鄭麗麗   |
| 任世官 | 馮錫範           |          |
| 馬海倫 | 九難（獨臂神尼） | 陸惠玲   |
| 张 敏  | 龙儿（易容）     | 龍寶鈿   |
| 羅 蘭  | 前神龍教主       |          |
| 楊菁菁 | 神龍教教徒       |          |
| 鄭家生 | 大臣             |          |

## 與原著不同處
為了要使電影節奏明快及電影時間不長，故對原著作出大量刪改：
- 林青霞的角色龍兒，為原著中的蘇荃和毛東珠合併為一人，也取代了原著中的洪安通變成神龍教主，亦有很多改編情節。
- 另外由於林青霞主演的另一部經典「笑傲江湖II東方不敗」，電影中經常出現一些東方不敗的“惡搞”（parody/KUSO）。
- 電影刪去鄭克塽的角色，將他的大部分劇情並入吳應熊身上，比如與阿珂的戀情還有師承於馮錫範。
- 原著中，馮錫範為台灣鄭氏的部下，為助鄭克塽登位而暗算陳近南。電影中的馮錫範是陳近南的師兄，貪圖富貴而為吳三桂效力，但後來又出賣吳三桂改投靠康熙。
- 原著中，「四十二章經」的寶藏和大清龍脈埋在關外鹿鼎山下。但電影中的寶藏在「東郊皇陵」與原作不同。
- 原著中的韋小寶到最後也沒學到什麼武功，而電影中的韋小寶得到了龍兒的功力和陳近南的真傳後，終成為絕頂高手。

## 獎項
| 頒獎典禮             | 獎項             | 名單           | 結果 |
| -------------------- | ---------------- | -------------- | ---- |
| 第12屆香港電影金像獎 | 最佳動作設計     | 程小東         | 提名 |
| 第12屆香港電影金像獎 | 最佳美術指導     | 莫少奇         | 提名 |
| 第12屆香港電影金像獎 | 最佳服裝造型設計 | 奚仲文、陳顧方 | 提名 |

## 外部連結
- 香港影庫上《鹿鼎记II神龙教》的資料（繁體中文）
- 開眼電影網上《鹿鼎记II神龙教》的資料（繁體中文）
- 豆瓣电影上《鹿鼎记II神龙教》的資料 （简体中文）
- 时光网上《鹿鼎记II神龙教》的資料（简体中文）
- AllMovie上《鹿鼎记II神龙教》的资料（英文）
- 爛番茄上《鹿鼎记II神龙教》的資料（英文）
- 互联网电影数据库（IMDb）上《鹿鼎记II神龙教》的资料（英文）

中文